# Light My Fire
Light My Fire este un cântec al trupei The Doors înregistrat în august 1966 și lansat în prima săptămână a lui 1967. A stat pe primul loc timp de trei săptămâni în Billboard's Hot 100 și o săptămână în Cashbox Top 100. A fost relansat în 1968, clasându-se pe locul 87. Piesa a fost scrisă în mare parte de Robby Krieger însă a fost creditată întregii formații. O versiune live a fost lansată în 1983 pe albumul lor Alive, She Cried, primul din nenumăratele albume live sau compilații pe care se va găsi și "Light My Fire". 
"Light My Fire" a cunoscut un succes modest și în Australia unde s-a clasat pe locul 22 în topul ARIA. În Regatul Unit, melodia s-a clasat pe locul 49 în 1967 dar în 1991 a ajuns până pe locul 7. Acest lucru s-a datorat apariției filmului lui Oliver Stone "The Doors". 
Cântecul este plasat pe locul 35 în topul celor mai bune 500 de cântece ale tuturor timpurilor, realizat de Rolling Stone. A fost de asemenea inclus în lista "Cântecele Secolului" și a fost al 7-lea în topul celor mai bune 100 de cântece ale tuturor timpurilor, realizat de VH1.

## Preluări
Coverul lui José Feliciano i-a adus acestuia un premiu Grammy pentru cea mai bună interpretare pop masculină în 1969, în același an Feliciano câștigând un Grammy și pentru cel mai bun nou artist.
Alții care au preluat melodia sunt: Astrud Gilberto, Will Young, Amii Stewart, Natalia Oreiro, Nancy Sinatra, Friedrich Gulda, Julie Driscoll & the Brian Auger Trinity, Shirley Bassey, Baccara, UB40, Massive Attack, Amorphis, Minnie Riperton, Stevie Wonder, Al Green, Trini Lopez și Train.